# توتنهام هوتسبير موسم 2006–07
كان موسم 2006–07 هو الموسم الخامس عشر لتوتنهام هوتسبير في الدوري الإنجليزي الممتاز والموسم التاسع والعشرين على التوالي في الدرجة الأولى من نظام الدوري الإنجليزي لكرة القدم.